# Tormenta tropical Elena (1979)
La Tormenta tropical Elena fue una débil tormenta tropical que se desplazó a través de la costa del estado de Texas de la temporada de huracanes del Atlántico de 1979. Fue la sexta tormenta tropical de la temporada, Elena se formó a partir de una onda tropical al sur de Luisiana el 29 de agosto. Tomó un rumbo generalmente hacia el oeste-noroeste, tomando un poco de fuerza antes de tocar tierra en la Isla Matagorda el 1 de septiembre como una pequeña tormenta tropical; la tormenta se disipó rápidamente sobre tierra. Elena dejó precipitaciones moderadas a lo largo de su camino, causando dos muertes directas en Houston por ahogamiento, los daños como tormenta fueron menores, sumando un total de $10 millones de dólares (1979 USD), ($28 millones de 2007 USD).

## Historia meteorológica

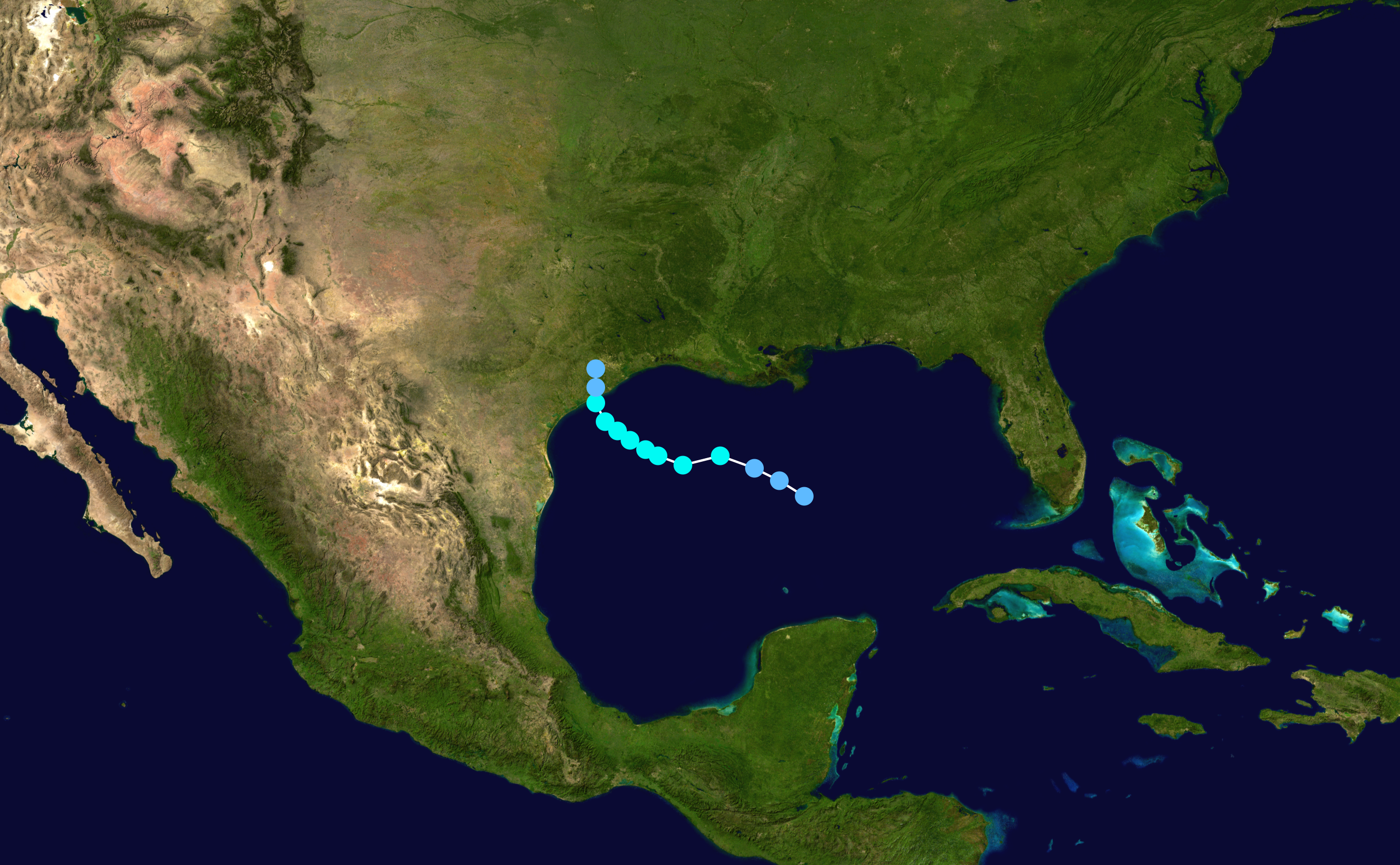
Trayectoria de la tormenta tropical Elena, perteneciente a la temporada de huracanes en el Atlántico de 1979, siguiendo los colores de la escala de huracanes de Saffir-Simpson.